# 천부초등학교
천부초등학교는 대한민국 경상북도 울릉군에 있는 초등학교다.

## 학교 연혁
- 1935년 12월 10일 천부공립보통학교 개교
- 1938년 4월 1일 천부공립심상소학교(교명 변경)
- 1941년 4월 1일 천부공립국민학교(교명 변경)
- 1950년 3월 1일 천부국민학교(교명 변경)
- 1979년 3월 1일 석포분교장 편입
- 1982년 3월 1일 병설유치원 개원
- 1994년 9월 1일 현포분교장 편입
- 1996년 3월 1일 천부초등학교(교명 변경)
- 1998년 2월 28일 석포분교장 통폐합
- 2024년 2월 29일 현포분교장 폐교

## 참고 자료
- 천부초등학교 - 한국교육학술정보원 학교알리미